# Kanton Arzacq-Arraziguet
Kanton Arzacq-Arraziguet (francouzsky Canton d'Arzacq-Arraziguet) je francouzský kanton v departementu Pyrénées-Atlantiques v regionu Akvitánie. Tvoří ho 23 obcí.

## Obce kantonu
- Arget
- Arzacq-Arraziguet
- Bouillon
- Cabidos
- Coublucq
- Fichous-Riumayou
- Garos
- Géus-d'Arzacq
- Larreule
- Lonçon
- Louvigny
- Malaussanne
- Mazerolles
- Méracq
- Mialos
- Montagut
- Morlanne
- Piets-Plasence-Moustrou
- Pomps
- Poursiugues-Boucoue
- Séby
- Uzan
- Vignes